# Multibagger
Als Multibagger bezeichnet man eine Aktie, deren Kurs sich vervielfacht hat. Spezialformen sind Tenbagger und Twentybagger, deren Kurs sich entsprechend ihrem Namen verzehnfacht bzw. verzwanzigfacht hat.
Der Begriff „Tenbagger“ wurde 1989 von dem Fondsmanager Peter Lynch in seinem Bestseller-Buch One up on Wall Street (deutscher Titel: Der Börse einen Schritt voraus) eingeführt. Im Kapitel 6 mit dem Titel Stalking the Tenbagger (deutscher Titel: Auf der Pirsch nach dem Tenbagger) gibt er Privatanlegern Ratschläge, wie sie Tenbagger identifizieren können: Man solle sich in seiner alltäglichen Umgebung nach erfolgreichen Unternehmen mit „tollem Geschäft“ umschauen, deren Zukunftsaussichten sich noch nicht im Börsenkurs widerspiegeln. Als Beispiele für Tenbagger nennt er 1994 unter anderem die Schnellrestaurantketten Dunkin’ Donuts und McDonald’s, den Autohersteller Subaru und den Arzneimittelhersteller SmithKline Beecham.